# Sorriso da volatilidade
Em Economia e Finanças, o sorriso da volatilidade é um padrão longo observado no qual opções dentro do dinheiro (ITM) tendem a ter menores volatilidades implícitas do que as opções no dinheiro (ATM) ou fora do dinheiro (OTM). O padrão mostra características diferentes para diferentes mercados e resulta da probabilidade de movimentos extremos. Opções equity negociadas no mercado americano não mostraram um sorriso de volatilidade antes do Crash de 1987 mas o apresentaram posteriormente
A modelagem do "sorriso" da volatilidade é uma área ativa de pesquisa em finanças quantitativas. Tipicamente, um analista quantitativo irá calcular a volatilidade implícita  das "opções plain vanilla" e usa modelos de "sorriso" para calcular o preço de opções exóticas, que via de regra possuem termos mais complexos.
Um conceito intimamente relacionado é o de estrutura a termo da volatilidade, que refere-se a como a volatilidade implícita difere para as opções relacionadas com diferentes maturidades. Uma superfície de volatilidade implícita é um gráfico 3-D que combina o sorriso da volatilidade e estrutura a termo da volatilidade em uma visão consolidada de todas as opções para um subjacente

## Sorrisos da volatilidade e volatilidade implícita
No modelo de Black-Scholes, o valor teórico de uma opção plain vanilla é uma função monotônica crescente da volatilidade de Black-Scholes. Além disso, excepto no caso de opções americanas com dividendos cujo início de exercício poderiam ser ótimos, o preço é uma função estritamente crescente de volatilidade. Isto significa que é geralmente possível calcular uma única volatilidade implícita de um dado preço de mercado para uma opção. Esta volatilidade implícita é melhor considerada como um redimensionamento do preço das opções que faz comparações entre diferentes acertos, vencimentos, e ativos subjacentes mais simples e mais intuitivos.
Quando a volatilidade implícita é plotada contra o preço de exercício, o gráfico resultante é geralmente inclinado para baixo para os mercados de capital, ou em forma de vale para os mercados monetários. Para os mercados onde o gráfico está inclinado para baixo, como para as opções de ações, o termo "volatilidade oblíqua" é frequentemente usado. Para outros mercados, tal como opções FX ou opções de índice de equidade, onde o gráfico típico aparece em ambas as extremidades, o termo mais familiar "sorriso da volatilidade" é usado. Por exemplo, a volatilidade implícita para opções de capital (i.e. alto exercício) é tipicamente menor do que para as opções de ações "ao-dinheiro". No entanto, a volatilidade implícita das opções sobre contratos de câmbio tendem a subir em ambas as direções descendentes e ascendentes. Nos mercados de ações, um pequeno "sorriso" inclinado é frequentemente observado próximo ao dinheiro como uma torção no gráfico de volatilidade implícita inclinado para baixo. Às vezes, o termo "sorriso" é usado para descrever um sorriso enviesado.
Profissionais de mercado utilizam o termo volatilidade implícita para indicar o parâmetro de volatilidade para opções ATM (at-the-money). Ajustes para este valor são realizados através da incorporação dos valores de Risk Reversal and Flys (Riscos e Estornos Flys, Skews) para determinar a medida de volatilidade atual que pode ser usada para as opções com um delta que não é 50.
Callx = ATMx + 0.5 RRx + Flyx
Putx = ATMx - 0.5 RRx + Flyx
Reversões do risco são geralmente reversões do risco delta cotadas em X% e essencialmente é Long X% delta call, e short X% delta put.
Borboletas (butterfly), por sua vez, são fly delta cotados em Y%, que significa Long Y% delta call, Long Y% delta put, e short ATM call.

## Volatilidade implícita e volatilidade histórica
É útil notar-se que volatilidade implícita é relacionada à volatilidade histórica, porém as duas são distintas. A volatilidade histórica é uma medida direta do movimento do preço subjacente (volatilidade realizada) sobre histórico recente (e.g. dentro de um período de 21 dias). Volatilidade implícita, em contrapartida, é definida pelo preço de mercado do contrato de derivativo em si, e não o subjacente. Portanto, diferentes contratos de derivativos sobre o mesmo ativo subjacente têm diferentes volatilidades implícitas. Por exemplo, a oferta de opções da IBM, chegando a US$ 100, expirando em seis meses, pode ter uma volatilidade implícita de 18%, enquanto a opção de venda atingindo US$ 105 e expirando em um mês pode ter um volatilidade implícita de 21%. Ao mesmo tempo, a volatilidade histórica para a IBM para os períodos anteriores de 21 dias pode ser de 17% (todas as volatilidades são expressas em movimentos percentuais anualizados).

## Estrutura a termo da volatilidade
Para opções de maturidades diferentes, também vê-se diferenças características da volatilidade implícita. No entanto, neste caso, o efeito dominante está relacionado ao impacto implícito do mercado de eventos futuros. Por exemplo, é bem observado que a volatilidade nos preços das ações realizadas aumenta significativamente no dia em que uma empresa divulga seus relatórios de ganhos. Do mesmo modo, vemos que a volatilidade implícita de opções vai aumentar durante o período anterior ao anúncio dos resultados, e depois cair de novo, logo que o preço das ações absorve as novas informações. Opções que amadurecem mais cedo apresentam uma onda maior de volatilidade implícita (por vezes chamado de "vol of vol") do que opções com maturidades mais longas.
Outros mercados de opções mostram outro comportamento. Por exemplo, opções sobre futuros de commodities mostram tipicamente aumento da volatilidade implícita apenas antes do anúncio das previsões de colheita. Opções sobre futuros dos títulos Tesouro dos EUA aumentam a volatilidade implícita apenas antes das reuniões do Federal Reserve Board (quando alterações nas taxas de juros de curto prazo são anunciadas).
O mercado incorpora muitos outros tipos de eventos para a estrutura a termo de volatilidade. Por exemplo, o impacto dos resultados próximos de uma aprovação legal de uma droga pode causar oscilações de volatilidade implícita para ações das empresas farmacêuticas. A data prevista de resolução de litígio de patentes pode afetar ações de tecnologia, etc
Estruturas de volatilidade a prazo listam a relação entre as volatilidades implícitas e tempo de validade. As estruturas a prazo fornecem outro método para os comerciantes avaliar opções caras ou baratas.

## Superfície de volatilidade implícita
Frequentemente é útil plotar-se a volatilidade implícita como uma função tanto de preço de exercício e prazo de vencimento. O resultado é uma superfície bidimensional curvada pela qual as atuais volatilidades implícitas do mercado (eixo Z) para todas as opções sobre o subjacente são plotadas contra o preço de exercício e o prazo de vencimento (eixos X & Y).
A superfície de volatilidade implícita, simultaneamente, mostra tanto o sorriso de volatilidade e a estrutura a termo da volatilidade. Comerciantes de opções opção usam um gráfico de volatilidade implícita para determinar rapidamente a forma da superfície de volatilidade implícita, e para identificar as áreas onde o declive do gráfico (e, portanto, em relação as volatilidades implícitas) mostram-se fora do comportamento.
O gráfico mostra uma superfície de volatilidade implícita para todas as opções de compra sobre um preço de determinada ação subjacente. O eixo Z representa a volatilidade implícita em percentagem, e os eixos X e Y representam a opção delta, e os dias para o vencimento. Note-se que para manter paridade put-call, um put delta 20 deve ter a mesma volatilidade implícita que um call delta 80. Para esta superfície, podemos ver que o símbolo subjacente tem tanto uma volatilidade "torção" (a inclinação ao longo do eixo delta), bem como uma estrutura a termo da volatilidade indicando um evento antecipado em um futuro próximo.

## Evolução: "Espessura"
Uma superfície de volatilidade implícita é estática: descreve as volatilidades implícitas em um determinado momento no tempo. Como a superfície altera-se ao longo do tempo (especialmente como mudanças locais) é chamada de evolução da  superfície de volatilidade implícita.
Heurísticas comuns incluem:
- acerto pegajoso ("sticky strike", "sticky-by-strike", ou "stick-to-strike"): se o foco muda, a volatilidade implícita de uma opção com um dado acerto absoluto não se modifica.
- "moneyness pegajoso" ("sticky delta"; veja "moneyness" sobre o por quê tais termos são equivalente): se o foco muda, a volatilidade implícita de uma opção com um dado moneyness não se modifica.

Então, se o foco se move de $100 para $120, o acerto pegajoso preveria que a volatilidade implícita de uma opção de acerto de $120 seria o mesmo que ela era antes da mudança (embora ela tenha se movido de OTM para ATM), enquanto o delta pegajoso preveria que a volatilidade implícita da opção de acerto de $120 seria o mesmo o que a volatilidade implícita da opção de acerto de $100 era antes da mudança (na medida em que ambas são ATM ao mesmo tempo).

## Modelando a volatilidade
Métodos de modelar o sorriso da volatilidade incluem modelos de volatilidade estocástica e modelos de volatilidade local.